# Mitokondrielt DNA
Mitokondrier har deres eget arvemateriale, mitokondrielt DNA, mtDNA eller mDNA og også det nødvendige maskineri til syntese af RNA og proteiner. Det mitokondrielle DNA nedarves kun maternelt (fra hunnen). Hver celle har fra 100 til 10.000 kopier af mDNA. Mitokondrielt DNA består af omkring 16.600 basepar. Til sammenligning består det humane kerne-bundne DNA af 3.000.000.000 basepar og chloroplast DNA, ctDNA eller cpDNA af 120.000-170.000 basepar.

## Mitokondrielle gener
Humant mDNA består af 16.569 basepar organiseret i 37 gener, der koder således:
- 22 gener for tRNA
- 1 gen for rRNA
- 1 gen for rRNA, der samtidig koder for proteinet humanin
- 13 gener for proteiner i indermembranen.[1]

I modsætning til de andre proteiner forbliver humanin ikke bundet til mitokondrierne, men er en apoptose-hæmmer, der f.eks. fungerer i hjerneceller. På trods af humanins navn findes proteinet i mange dyr.

### Oversigt over de mitokondrielt kodede proteiner
| Protein                                                        | Gen                                                     |
| NADH dehydrogenase (complex I)                                 | MT-ND1, MT-ND2, MT-ND3, MT-ND4, MT-ND4L, MT-ND5, MT-ND6 |
| Coenzyme Q - cytochrome c reductase/Cytochrome b (complex III) | MT-CYB                                                  |
| cytochrome c oxidase (complex IV)                              | MT-CO1, MT-CO2, MT-CO3                                  |
| ATP synthase (complex V)                                       | MT-ATP6, MT-ATP8                                        |
| Humanin                                                        | MT-RNR2                                                 |

## Eksterne links og henvisninger
1. ↑  Anderson, S., et al. 'Sequence and organization of the human mitochondrial genome'. I Nature, volume 290, issue 5806 (9. april 1981), s. 427–465. DOI:10.1038/290457a0. PMID 7219534. (engelsk)

- Why do our cell’s power plants have their own DNA? Science
- GENETIC RESEARCH REVEALS AN AMERICAN WOMAN IN ICELAND IN THE 10TH CENTURY. Past Horizons Arkiveret 27. marts 2012 hos  Wayback Machine
- Analyse af ancientDNA. natArk.dk Arkiveret 14. oktober 2012 hos  Wayback Machine

| Biologi | Spire Denne artikel om biologi er en spire som bør udbygges. Du er velkommen til at hjælpe Wikipedia ved at udvide den. |